# Сен-Мерри
Церковь Святого Медерика (фр. Église Saint-Merri) — католическая церковь, построенная в стиле «пламенеющей готики» в 1520—1612 годах на месте небольшой часовни, от которой осталась колокольня XIV века; находится на правом берегу Сены в 4-м округе Парижа. Сен-Мерри была приходской церковью итальянских банкиров. Фасад украшают современные статуи.

## История

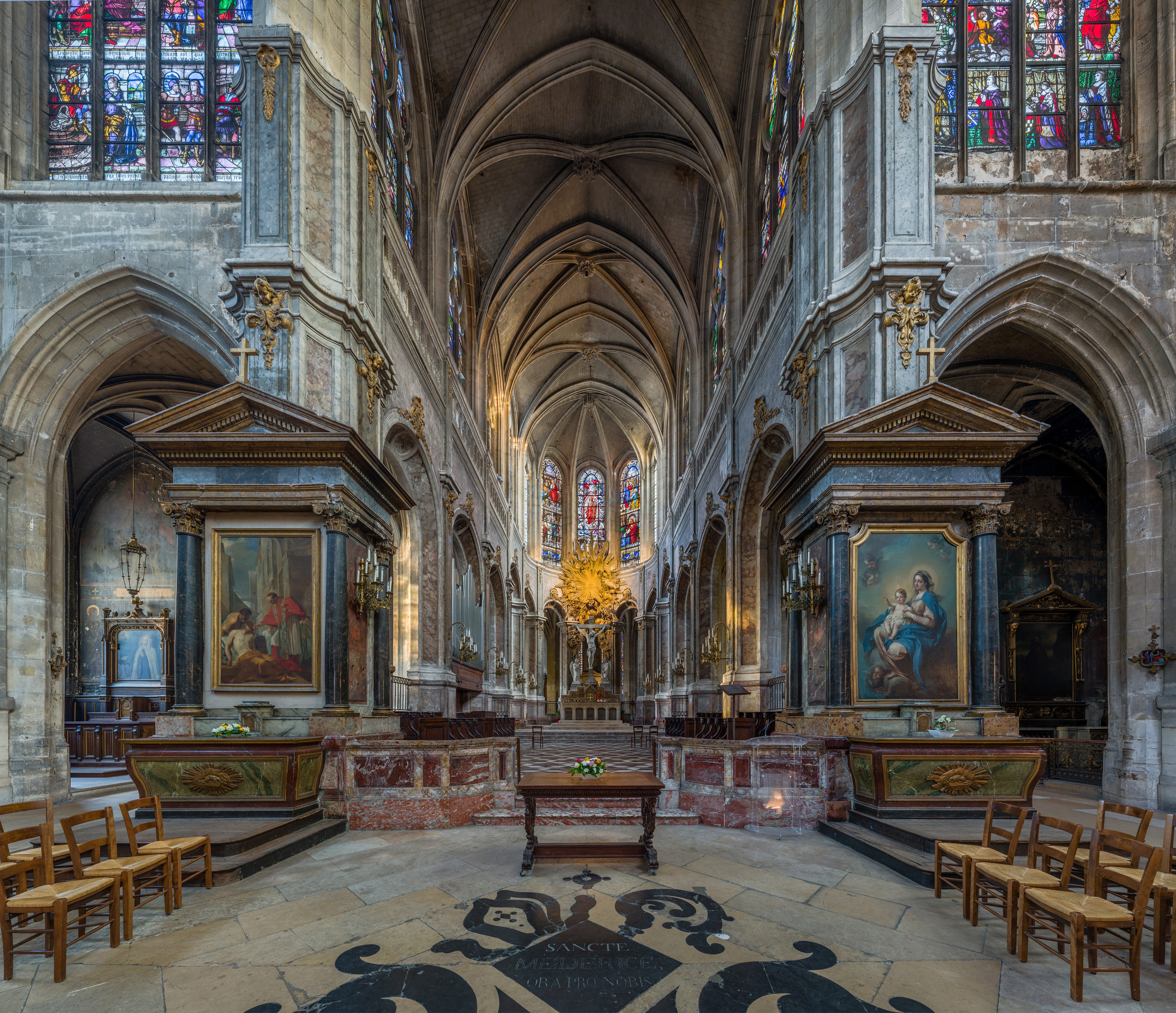
Интерьер

Церковь носит имя святого Мерри (Медерика), похороненного здесь в VIII веке. Его останки до сих пор находятся в крипте церкви.
Крипта, главный неф и боковые нефы датируются 1515—1520 гг., средокрестие — 1526—1530 гг., хор и апсида были закончены в 1552 г. Строительство завершилось в 1612 г., когда была поднята колокольня.
В XVII и XVIII веках фасад неоднократно реставрировался, однако в храме сохранились витражи XVI века и великолепная деревянная резьба.
При Людовике XV разрушили амвон 1558-го г., заменили прерывающиеся арки на сводчатые, облицевали пилоны хоров позолоченным стуком и мрамором.
В 1703—1706 гг. Растрелли создал в церкви мраморное надгробие маркиза де Помпона, которое было разрушено в 1792.
В 1793 г., во время Революции, в церкви находилась фабрика по выпуску селитры. В 1853-57 гг. органистом храма работал Камиль Сен-Санс.
С 1862 года имеет статус исторического памятника.
- В. Гюго. Отверженные. Часть 5, Книга первая, Глава вторая: «Наступили первые часы того спартански сурового дня 6 июня, когда Жан, которого обступили повстанцы на баррикаде Сен-Мерри, с криками: „Хлеба! Дайте есть!“ — отвечал! „К чему? Теперь три часа. В четыре мы будем убиты“». Книга двенадцатая, Глава первая: «Вспомним все, что говорилось о воздвигнутой в этом месте баррикаде, которую, впрочем, затмила баррикада Сен-Мерри».
- В. Гюго. Собор Парижской Богоматери. Книга третья, Глава II: «…церковь Сен-Мери, древние стрельчатые своды которой ещё почти не отличались от полукруглых…»
- Г. Аполлинер. Музыкант из Сен-Мерри / Пер. Н. Стрижевской // Каллиграммы. Стихотворения мира и войны 1913—1916: «…Когда зазвонили вдруг колокола Сен-Мерри…»
- У. Эко. Маятник Фуко / Пер. Е. Костюкович. Глава 115: «<…> Цветущая готика, арки с листьевым перевивом».

## Произведения искусства, хранящиеся в церкви
- Пьета, приписываемая скульптору Николя Лежандру, XVII век. Третья капелла нефа, слева.
- Изображение Св. Карло Борромео кисти Карла Ванлоо, 1753.